# Nona Karadschowa

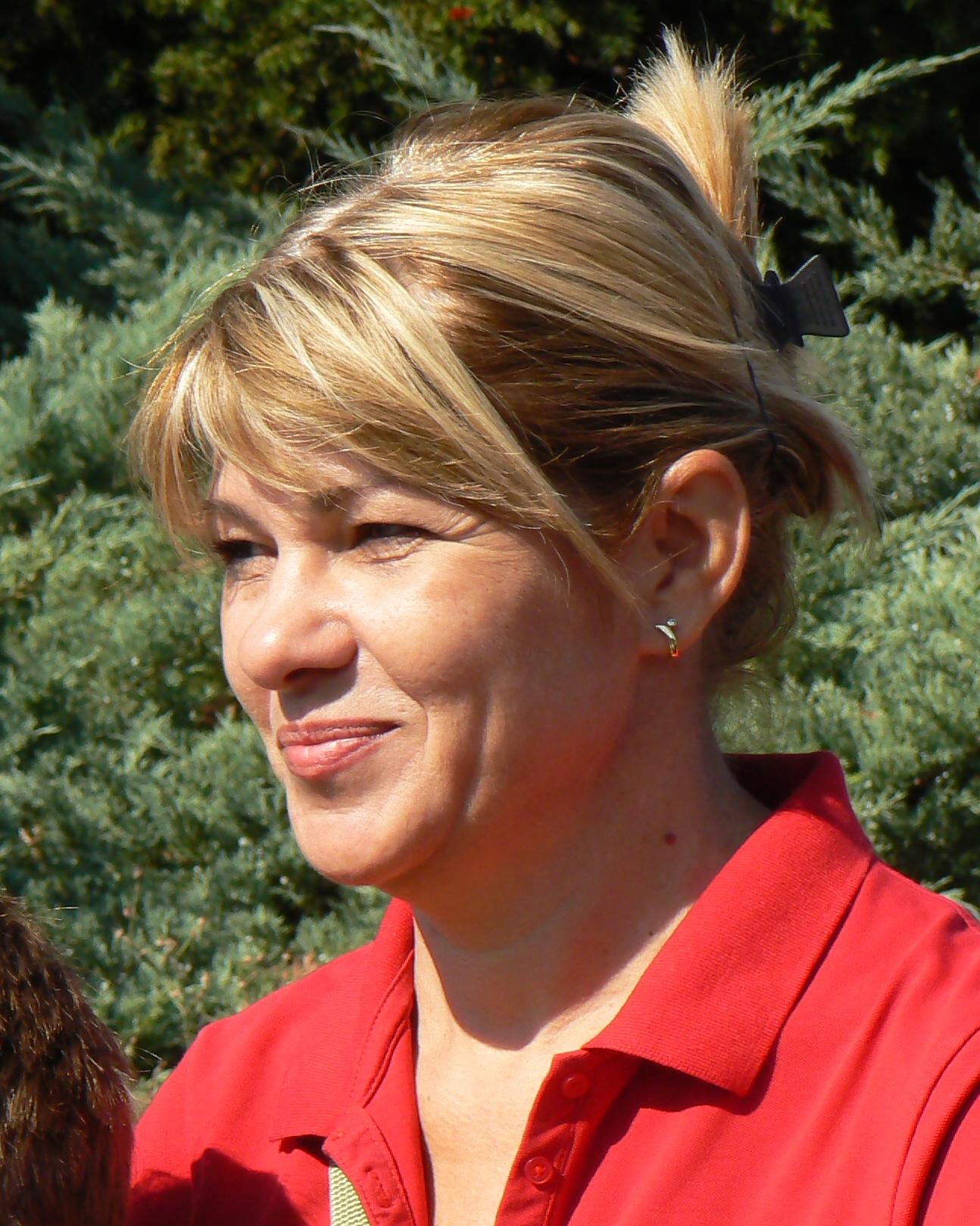
Nona Karadschowa (2010)

Nona Iwanowa Karadschowa (auch Nona Ivanova Karadzova geschrieben, bulgarisch Нона Иванова Караджова; * 28. August 1960 in Silistra) ist eine bulgarische Politikerin und ehemalige Ministerin für Ökologie und Wasserressourcen des Landes.

## Leben
Nona Karadschowa wurde am 28. August 1960 in der nordbulgarischen Stadt Silistra geboren. Sie absolvierte die Wirtschaftshochschule „Karl Marx“ (bulg. Висш икономически институт) – heute die Universität für National- und Weltwirtschaft – und verfügt über einen Abschluss im Fachbereich Betriebswirtschaftslehre. Von 1984 bis 1991 war Karadschowa am Wirtschaftsinstitut der Bulgarischen Akademie der Wissenschaften in der Direktion Regionalpolitik und Ökologie tätig. Später machte sie eine vertiefende Fachausbildung für Öffentliche Verwaltung am International Training Institute in Washington, D.C.
Unter dem Ministerpräsidenten Iwan Kostow wurde sie Leiterin der Direktion „Strategie, europäische Integration und internationale Zusammenarbeit“. Auch unter der Regierung von Simeon Sakskoburggotski blieb Karadschowa eine führende Expertin im Ministerium und arbeitete unter der Ministerin Dolores Arsenowa. Bei den Beitrittsverhandlungen Bulgariens zur EU-Erweiterung 2007 leitete Karadschowa diese im Bereich Ökologie für die bulgarische Seite. Unter ihre Leitung wurden mehrere Gesetzesvorlagen in den Bereichen Ökologie und acquis communautaire erarbeitet. Sie leitete auch die Erarbeitung der Strategie des Landes im Bereich Ökologie in der Planungsperiode 2005–2014.
Bei den darauffolgenden Parlamentswahlen 2005 wurde eine Große Koalition zwischen der NDSW, BSP und DPS gebildet. Neuer Minister für Ökologie und Wasserressourcen im Kabinett von Sergej Stanischew wurde Dschwed Tschkarow. Wegen Meinungsverschiedenheiten mit dem neuen Minister quittierte Karadschowa ihre Arbeit im Ministerium. In der Zeit danach war sie als private Beraterin im Ökologiebereich tätig. Ihr gehörte die Firma „Proekti Konsult“ (bulg. Проекти консулт, Stand: 2009).
Nachdem die Partei GERB die Parlamentswahl 2009 gewonnen hatte, wurde Karadschowa Ministerin für Ökologie und Wasserressourcen im Kabinett von Bojko Borissow, was sie bis 2013 blieb.